# Петршины (станция метро)
«Петршины» (чеш. Petřiny) — 60-я станция пражского метрополитена. Станция была открыта 6 апреля 2015 года в составе шестого пускового участка линии А «Dejvická - Nemocnice Motol». Расположена на линии A, между станциями «Надражи Велеславин» и «Немоцнице Мотол».

## Описание станции
Станция находится под улицей Брунцликова. Односводчатая глубокого заложения, находится на уровне 37,6 м ниже поверхности, с одним подземным вестибюлем. Вестибюль соединяется наземными пешеходными переходами с обеими сторонами улицы На Петржинах. Оборудованы также выходы к трамвайной остановке.